# 安田町
安田町（日语：／ Yasuda chō */?）是位於日本高知縣東部的町，隸屬於安藝郡。境內約80%的面積被森林覆蓋，安田川流經城鎮中心並往南注入土佐灣，而安田川的上游即為馬路村。四國八十八箇所中的第27號札所神峯寺即坐落於町内。

## 地理
安田町北邊為陡峭的四國山地，其山麓在南部的沿海地區形成海岸階地並沒入土佐灣。安田川與東谷川則在下游的唐濱與安田等地區形成規模較小的平原。

### 氣候
安田町整體氣候較溫暖，年均溫約為17度，年降雨量則為2000毫米，且幾乎不會下雪。當地在夏季至秋季常遭颱風侵襲。

## 歷史
當地自大和時代（約2,500年前）便開始有人類居住。大化改新時，安田地區與相鄰的馬路村同屬安田鄉，直到江戶時代才分割為馬路鄉、中山鄉與安田鄉。

### 年表
- 1889年4月1日：實施町村制，現在的轄區在當時分屬安藝郡中山村、安田村。
- 1925年2月11日：安田村改制為安田町。
- 1943年10月1日：中山村被併入安田町。[6]

### 變遷表
| 1889年4月1日 | 1889年 - 1926年     | 1926年 - 1954年          | 1955年 - 1989年 | 1989年 - 現在 | 現在   |
| ------------ | ------------------- | ------------------------ | --------------- | ------------- | ------ |
| 安田村       | 1925年2月1日 安田町 | 1925年2月1日 安田町      | 安田町          | 安田町        | 安田町 |
| 中山村       | 中山村              | 1943年10月1日 併入安田町 | 安田町          | 安田町        | 安田町 |

## 產業
安田町的第一級產業包括以園藝為主的農業，和以定置網和竿釣鰹魚為主的沿岸漁業。第二級產業為利用安田川的地下水進行的釀酒事業。第三級產業則以小規模的商家和建造業、運輸業等為主。

## 交通

### 鐵路
- 土佐黑潮鐵道
  - 阿佐線：唐濱車站 - 安田車站

|  |  |

## 觀光資源

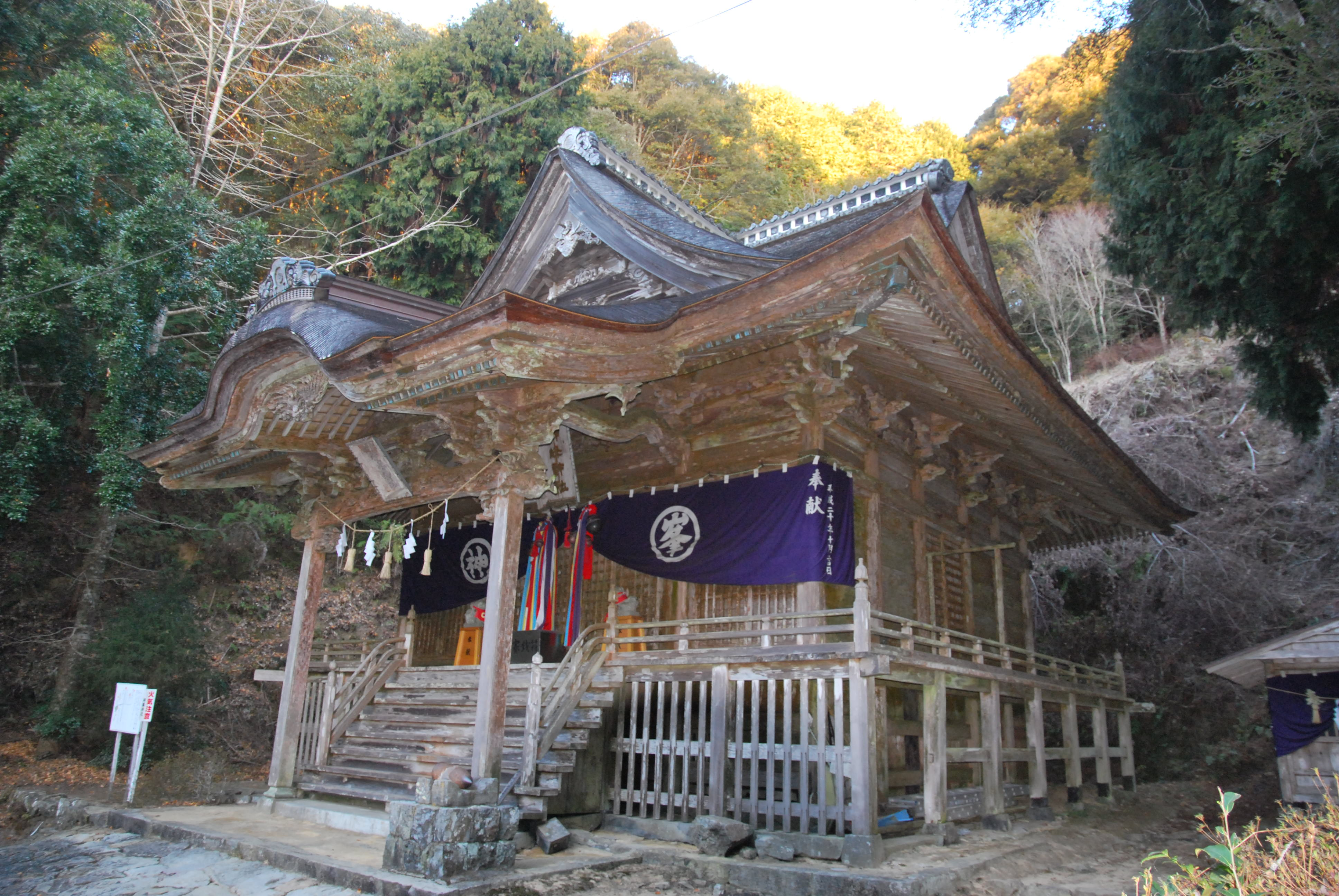
神峰神社本殿

- 四國八十八箇所第二十七番札所神峯寺

## 外部連結
- （日語） 安田町商工會 （页面存档备份，存于）